# Villefranque, Hautes-Pyrénées
Villefranque, Hautes-Pyrénées là một xã thuộc tỉnh Hautes-Pyrénées trong vùng Occitanie khu vực tây nam nước Pháp. Xã này nằm ở khu vực có độ cao trung bình 162 mét trên mực nước biển.